# Elstermühle Grochwitz
Die Elstermühle Grochwitz in Grochwitz befindet sich nicht direkt an der Schwarzen Elster, sondern wurde über einen Mühlgraben, der mit Wasser aus dem Fluss gespeist wurde, betrieben.

## Geschichte
Bis ins Jahr 1558 wurde die Mühle fiskalisch betrieben. Dann wurde Müller Georg Nauck mit der Mühle belehnt. Im Verlauf des Dreißigjährigen Krieges brannte die Mühle im Jahre 1637 ab. Erst im Jahr 1667 wird durch den damaligen Oberförster Günter mit den Planungen der Neuerrichtung einer Mühle am bisherigen Standort begonnen. Der damalige Stadtrat von Herzberg/Elster hatte jedoch anfänglich Bedenken zum Neubau, da befürchtet wurde, dass der planende Oberförster illegal Holz zu verkaufen versuche, und dadurch die kurfürstlichen Einnahmen der Stadt gemindert werden könnten. Der eigentliche Neubau erfolgte erst im Jahre 1693 unter einem Herrn von Koseritz, dem neuen Besitzer des Mühlenstandortes.

## Aufbau
Aus dem Jahre 1772 ist die Mühle wie folgt beschrieben: „… vier Mahlgänge mit zwei Vorgelegen an zwei Wasserrädern, welche als Ziehpansterräder ausgelegt waren, ein Mahlgang mit Ölmühle und Hirsestampfen an einem Ziehpansterrad, eine Schneidemühle mit einem Stockpansterrad.“ In den 1920er Jahren wird die Mühle als Wasser- und Motormühle beschrieben. In den 1930er Jahren erfolgte der Einbau eines neuen Wasserrades.

## Weitere Eigentümer
1696 gehörte die Mühle Carl Gottlob von Römer, welcher auch die Funktion eines Stadtrates in Herzberg innehatte. 1731 wird Heinrich von Brühl, unter anderem sächsischer Kammer- und Generalkreisdirektor als Eigentümer genannt. Danach schloss Georg Gottlieb von Schenk einen Erbpachtvertrag mit Müller Johann Christian Freudenberg ab. 1826 wurde die Mühle von einer Frau Schrader für 3600 Taler gekauft. Im Jahre 1834 erfolgt ein Weiterverkauf an Friedrich Große für 6100 Taler. Ein gewisser Herr Maltitz und Frau, geb. Jahn, sind 1878 Eigentümer der Mühle. 1926 wurde das Grundstück mit der Mühle durch Richard Zwiebel gepachtet, welcher dieses 1929 käuflich erwarb. Im Jahr 1958 wird Wolfgang Zwiebel der letzte Eigentümer der Mühle.

## Sonstiges
Die Mühle brannte insgesamt dreimal ab. Neben der Vernichtung während des Dreißigjährigen Krieges wurde sie am 2. Februar 1806 durch ein Feuer zerstört. Am 1. Oktober 1906 wird die Feuerwehr zu einem Brand der Mühle gerufen, die Mühle selbst war jedoch nicht betroffen, in ihr findet man aber zwei gelegte Brandstellen. Das Wohnhaus der Mühle brennt an diesem Tag ab. Fünf Tage später wird die Mühle durch ein Feuer zerstört. Danach wird das Grundstück für 38.900 Goldmark verkauft und mit Hilfe der Versicherungssumme von 12.794 Goldmark wieder aufgebaut. 1961 wurden aufgrund der fehlenden Wasserkraft die Wassergebäude der Mühle abgerissen. Wolfgang Zwiebel, der letzte Besitzer, stellte den Betrieb im Jahr 1992 endgültig ein.